# 6996 Alvensleben
6996 Alvensleben este un asteroid din centura principală de asteroizi.

## Descriere
6996 Alvensleben este un asteroid din centura principală de asteroizi. A fost descoperit pe 29 septembrie 1973 la Observatorul Palomar de Cornelis Johannes van Houten, Ingrid van Houten-Groeneveld și Tom Gehrels. Asteroidul prezintă o orbită caracterizată de o semiaxă mare de 3,43 ua, o excentricitate de 0,10 și o înclinație de 4,1° în raport cu ecliptica.